# Madden NFL 2003
Madden NFL 2003 è un videogioco sportivo sviluppato e pubblicato dall'Electronic Arts nel 2002 per le principali piattaforme di gioco. Il gioco fa parte della serie Madden NFL.